# Springtown (Texas)
Springtown es una ciudad ubicada en el condado de Parker en el estado estadounidense de Texas. En el Censo de 2010 tenía una población de 2658 habitantes y una densidad poblacional de 343,81 personas por km².

## Geografía
Springtown se encuentra ubicada en las coordenadas 32°58′11″N 97°40′51″O / 32.96972, -97.68083. Según la Oficina del Censo de los Estados Unidos, Springtown tiene una superficie total de 7.73 km², de la cual 7.73 km² corresponden a tierra firme y (0%) 0 km² es agua.

## Demografía
Según el censo de 2010, había 2658 personas residiendo en Springtown. La densidad de población era de 343,81 hab./km². De los 2658 habitantes, Springtown estaba compuesto por el 93.45% blancos, el 0.83% eran afroamericanos, el 1.02% eran amerindios, el 0.34% eran asiáticos, el 0% eran isleños del Pacífico, el 2.86% eran de otras razas y el 1.5% pertenecían a dos o más razas. Del total de la población el 9.1% eran hispanos o latinos de cualquier raza.